# Lodhis trädgårdar

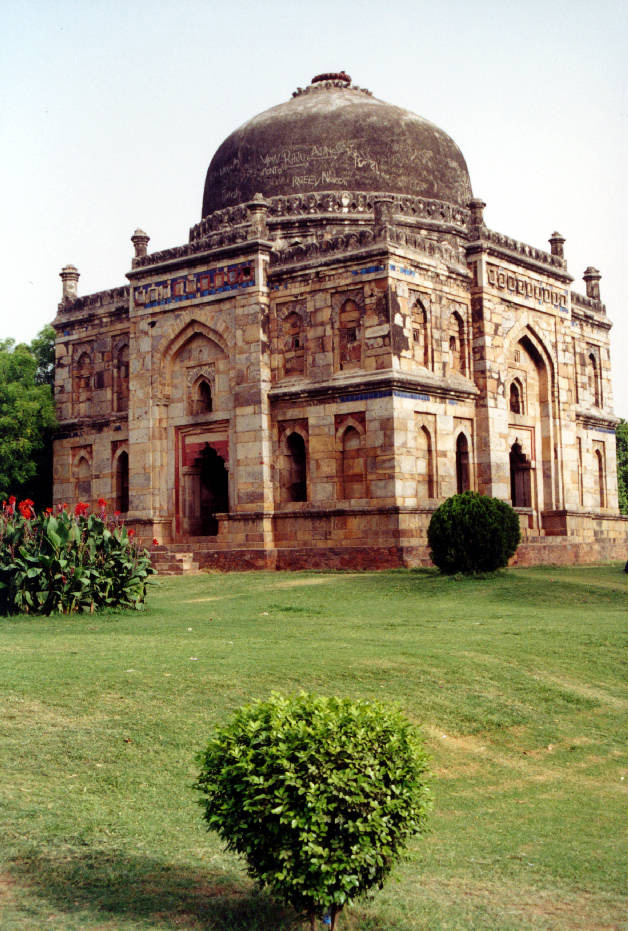
Sheesh Gumbad i Lodhod trädgårdar, New Delhi

Lodhis trädgårdar (hindi: लोधी बाग़, urdu: لودھی باغ) är en populär park för jogging och picknick bland överklassen i New Delhi. I parken finns gravar efter Sikander Lodi.